# СМК (танк)
СМК (аббр. от Сергей Миронович Киров) — опытный советский тяжёлый танк конца 1930-х годов. Один из последних советских танков многобашенной компоновки (вооружение располагалось в двух башнях). Послужил основой для разработки тяжёлого танка КВ-1.
Вместе с близким к нему по характеристикам опытным тяжёлым танком Т-100 и опытным образцом танка КВ проходил фронтовые испытания в ходе Финской войны — использовался в боях на линии Маннергейма, где подорвался на мине и впоследствии был эвакуирован. По итогам сравнительных испытаний КВ-1 оказался чуть лучше СМК, сам СМК не был принят на вооружение, хотя сначала и был рекомендован для принятия на оное в РККА. Серийно не выпускался.

## История создания
В 1937 году Конструкторское Бюро Харьковского паровозостроительного завода (ХПЗ) получило задание на проектирование нового тяжёлого танка прорыва, основанного на шасси танка Т-35. Согласно требованиям Автобронетанкового управления (АБТУ), утверждённым 5 ноября 1937 г., танк должен был иметь классическую компоновку с тремя башнями и не превышать массу в 60 тонн. Толщина брони предполагалась в диапазоне от 75 до 45 мм. Вооружение танка должно было состоять из одной 76-мм и двух 45-мм пушек, а также двух пулемётов ДК и шести  пулемётов ДТ. В конструкции нового танка планировалось использовать трансмиссию и ходовую часть от Т-35. Несмотря на чёткие требования АБТУ, к началу 1938 г. конструкторы ХПЗ смогли подготовить лишь эскизные проекты шести вариантов нового танка, различавшихся только размещением вооружения. В апреле 1938 года, для ускорения проектирования, АБТУ привлекло к работе Кировский завод, который имел опыт серийного производства танка Т-28, а также завод № 185 имени Кирова, сотрудники которого обладали значительным опытом в разработке новых образцов боевой техники. Первый завод занимался проектированием танка СМК под руководством инженера-конструктора Н. В. Цейца, который позже был заменён инженером А. С. Ермолаевым. Второй завод работал над изделием 100 (Т-100) с ведущим инженером Э. Ш. Палеем. До августа 1938 года заводы вели различные эскизные и макетные работы, не имея единого мнения о проекте танка. Интенсивная работа началась только после Постановления Комитета Обороны при Совете Народных Комиссаров СССР № 198сс от 7 августа 1938 года, в котором были установлены жёсткие сроки для изготовления новых танков: СМК — к 1 мая 1939 года, Т-100 — к 1 июня 1939 года. 10 и 11 октября 1938 года комиссия, возглавляемая помощником начальника АБТУ военным инженером 1-го ранга Б. М. Коробковым  рассмотрела чертежи и деревянные макеты танков СМК и Т-100. Несмотря на ряд отклонений от заданных тактико-технических требований, такие как использование торсионных валов вместо спиральных пружин на СМК и балансиров с пластинчатыми рессорами на Т-100 , макетная комиссия одобрила изготовление опытных образцов танков. 9 декабря 1938 года проекты новых тяжёлых танков были обсуждены на совместном заседании Политбюро ЦК ВКП(б) и Комитета обороны. По указанию И. В. Сталина, для облегчения массы танков количество башен было сокращено до двух.  В январе 1939 года началось изготовление танков в металле. Первый пробный выезд танка СМК состоялся 30 апреля. После заводской обкатки машины были переданы на полигонные испытания, которые начались в ночь с 31 июля на 1 августа. 20 сентября СМК и Т-100 участвовали в правительственном показе на полигоне в Кубинке под Москвой, где присутствовали высокопоставленные лица, включая К. Е. Ворошилов, А. А. Жданов, Н. А. Вознесенский, А. И. Микоян, Д. Г. Павлов, И. А. Лихачев, В. А. Малышев и другие.К концу ноября 1939 года пробег танка СМК составил 1700 км. С началом советско-финской войны танк был снят с полигонных испытаний и отправлен на фронт для проверки в боевых условиях. Эти испытания проводились с участием заводских водителей, для чего было получено специальное разрешение из Москвы. Рабочие, отобранные для этой цели, прошли краткосрочную подготовку по вождению танков, стрельбе из пушек и пулемётов, а также другим навыкам, необходимым в боевой обстановке.

## Конструкция
Первоначально танк должен был иметь 3 башни с пушечно-пулемётным вооружением, расположенные не по продольной оси корпуса, а со смещением: передняя — влево, а задняя — вправо. Передняя башня могла поворачиваться на 270°, а задняя — на 290°, что сужало «мёртвую зону» огня до 440 м² — наименьшую из всех рассмотренных вариантов. Все башни оснащались перископами для наблюдения. В процессе обсуждения макета и проекта танка на заседании ЦК ВКП(б) и Комитета Обороны в декабре 1938 года Сталин предложил отказаться от задней малой башни, а за счёт высвободившейся массы увеличить толщину брони. Отличительной особенностью танка стало двухъярусное размещение пушечного вооружения в двух башнях.

### Вооружение и броня
Опытный образец танка, проходивший заводские испытания в начале лета 1939 года имел в большой башне кормовой крупнокалиберный пулемёт ДК, который затем был заменён на ДТ. 75-мм броневая защита могла выдержать огонь 37—47-мм противотанковых пушек на любой дистанции, а вооружение обеспечивало массированный и высокоманёвренный круговой огонь.

## Боевое применение
Танк предназначался для качественного усиления общевойсковых соединений при прорыве особо сильных и заблаговременно укреплённых оборонительных полос противника и замены тяжёлого танка Т-35. Опытный образец принимал участие в боевых действиях на Карельском перешейке во время Финской войны. Его первый бой произошёл 17 декабря 1939 года в районе финского укрепрайона Хоттинен. На третий день боёв, прорвавшись в глубину финских укреплений и двигаясь во главе танковой колонны, СМК наехал на груду ящиков, под которыми находился замаскированный фугас. Взрывом повредило ленивец и гусеницу, и танк стал. Т-100 стал рядом, прикрыв подбитый СМК. Пользуясь этим, экипаж СМК пытался в течение нескольких часов поставить машину на ход. Однако сделать этого не удалось, и СМК пришлось оставить на нейтральной полосе. Экипаж был эвакуирован, но сам танк простоял за линией фронта до конца февраля. Потеря опытного танка вызвала резкую реакцию у начальника Автобронетанкового управления РККА (АБТУ РККА) Д. Г. Павлова. По его личному приказу 20 декабря 1939 г. для спасения секретной боевой машины были выделены рота 167-й МСБ и 37-я саперная рота, усиленные двумя орудиями и семью танками Т-28. Командовал отрядом капитан Никуленко. Отряду удалось прорваться за финские надолбы на 100—150 м, где он был встречен сильным артиллерийско-пулеметным огнём. Потеряв убитыми и раненными 47 человек, отряд отошел на исходные позиции, не выполнив приказа. Поврежденный СМК простоял в глубине финских позиций до конца февраля 1940 г. Осмотреть его удалось только 26 февраля, после прорыва главной полосы линии Маннергейма. В начале марта 1940 г. СМК с помощью шести танков Т-28 отбуксировали на станцию Перк-Ярви и в разобранном виде отправили на Кировский завод. По заданию АБТУ РККА завод должен был отремонтировать танк и передать его на хранение в подмосковную Кубинку. Но по ряду причин ремонт произведен не был. СМК пролежал на задворках завода до 1950-х гг., после чего пошел в переплавку.

## Оценка машины
В целом танк отвечал оперативно-тактическим требованиям своего времени. По показателям бронирования, вооружения, тягово-скоростным качествам, проходимости, манёвренности и запасу хода превосходил тяжёлый танк Т-35. Однако был хуже испытуемого с ним КВ-1, например, у СМК была большая масса, значительные размеры и многочисленный экипаж по сравнению с КВ-1.

## СМК в массовой культуре
Кино
- На несколько секунд танк появляется в хронике, включенной в фильм "Фронтовые подруги" 1941 в конце фильма.

### Компьютерные игры
- Talvisota: Ледяной ад
- War Thunder
- Call to Arms — Gates of Hell: Ostfront

В стендовом моделизме
- Модель СМК в масштабе 1/35 выпускается китайскими фирмами Takom и Trumpeter